# 쓰가역
쓰가역(일본어: 都賀駅, つがえき)은 일본 지바현 지바시 와카바구에 있는 철도역이다.

## 타는 곳

### 동일본 여객철도
| 1 | ■ 소부 본선 ■ 나리타선 | 지바・도쿄・시나가와・요코하마 방면 (소부 쾌속선・요코스카선) |
| 2 | ■ 소부 본선            | 사쿠라・야치마타・나루토・요카이치바・조시 방면               |
| 2 | ■ 나리타선             | 사쿠라・나리타・나리타 공항・사와라・조시・가시마 신궁 방면   |

### 지바 도시 모노레일
| 1 | ■ 모노레일 2호선 | 오구라다이・지시로다이 방면 |
| 2 | ■ 모노레일 2호선 | 동물공원・지바 방면         |

## 역세권 정보
- 국도 16호선
- 국도 51호선
- 게이요 도로 가이즈카 나들목

## 역사
- 1912년 11월 1일: 쓰가 신호장으로 신설됨.
- 1965년 9월 30일: 쓰가 임시승강장으로 영업 개시.
- 1968년 3월 28일: 정식인 철도역으로 영업 개시.
- 1988년 3월 28일: 지바 도시 모노레일 철도역이 영업 개시.

## 인접역
| 동일본 여객철도 ■ 소부 본선 ■ 나리타선 | 동일본 여객철도 ■ 소부 본선 ■ 나리타선 | 동일본 여객철도 ■ 소부 본선 ■ 나리타선 |
| -------------------------------------- | -------------------------------------- | -------------------------------------- |
| 지바 도쿄 방면                         | 쾌속・통근쾌속 에어포트 나리타         | 요쓰카이도 사쿠라 방면                 |
| 히가시치바 지바 방면                   | 보통                                   | 요쓰카이도 사쿠라 방면                 |
| 지바 도시 모노레일 ■ 2호선             |                                        |                                        |
| 미쓰와다이 지바미나토 방면             |                                        | 사쿠라기 지시로다이 방면               |